# Sandra Majani
Sandra Extercatte, plus connue sous son nom d'épouse Sandra Majani, est une actrice née le 2 octobre 1967 aux Pays-Bas.

## Biographie
Sandra Majani, née Sandra Extercatte le 2 octobre 1967 aux Pays-Bas, mariée au photographe Christophe Majani-d'Inguimbert, frère du producteur et scénariste de cinéma Alain Majani-d'Inguimbert, commence sa carrière dans le mannequinat, puis devient actrice à la fin de l'année 1989. Elle réalise essentiellement sa carrière cinématographique en France.
Elle tient son rôle le plus important dans le film de Patrice Leconte, Le Parfum d'Yvonne (1994), dont elle est la vedette féminine. Elle cesse ensuite de tourner, s'orientant vers d'autres activités professionnelles. Patrice Leconte rapporte que l'ancienne actrice, s'est reconvertie dans la décoration d'intérieur aux environs de Clermont-Ferrand. Elle travaille depuis 2008 dans la vente immobilière en région parisienne.

## Filmographie

### Cinéma
- 1990 : Alberto Express d'Arthur Joffé, avec Sergio Castellitto, Nino Manfredi et Marie Trintignant : la belle fille (créditée Sandra Extercatte)
- 1991 : Lune froide de Patrick Bouchitey avec Jean-François Stévenin et Patrick Bouchitey (créditée Sandra Extercatte)
- 1993 : Tango de Patrice Leconte avec Philippe Noiret et Richard Bohringer : une serveuse (créditée Sandra Extercatte)
- 1994 : Le Parfum d'Yvonne de Patrice Leconte avec Jean-Pierre Marielle et Hippolyte Girardot : Yvonne Jacquet

### Télévision
- 1994 : Bouillon de culture, le parfum des années cinquante soixante (émission diffusée le 18 mars 1994) : elle-même